# Otakar Quadrat
Otakar Quadrat (2. září 1886, Praha – 31. srpna 1963, Praha) byl profesor chemické metalurgie a metalografie na Českém vysokém učení technickém v Praze. V akademickém roce 1946–1947 byl jeho rektorem.

## Život
Absolvoval reálku a poté studoval chemii na Císařské a královské české vysoké škole technické v Praze. Mezi jeho učitele patřil Emil Votoček. Absolvoval v roce 1908. V roce 1909 se stal doktorem technických věd.
V letech 1909–1912 pracoval v chemické laboratoři závodů Kolben v Praze, pak až do roku 1923 v železárnách v Hrádku u Rokycan.
V roce 1920 se stal docentem na Vysoké škole chemicko-technologického inženýrství. V roce 1923 byl jmenován mimořádným profesorem metalurgie a metalografie železa a ostatních kovů. V roce 1928 byl jmenován řádným profesorem.

## Ocenění díla
- čestný doktorát univerzity v Nancy (Université de Nancy)
- titul důstojníka Řádu čestné legie